# Whip It
Whip It är en amerikansk film från 2009 i regi av Drew Barrymore.

## Handling
Bliss Cavendar (Elliot Page) bor i den lilla staden Bodeen i Texas med sin familj. Bliss mamma, Brooke (Marcia Gay Harden), vill att hon ska delta i skönhetstävlingar, men Bliss verkar inte tycka att det är särskilt roligt. Hon är istället intresserad av roller derby, en amerikansk sport på rullskridskor.

## Rollista
| Elliot Page       | – Bliss Cavendar (Babe Ruthless) |
| Alia Shawkat      | – Pash                           |
| Marcia Gay Harden | – Brooke Cavendar                |
| Daniel Stern      | – Earl Cavendar                  |
| Landon Pigg       | – Oliver                         |
| Carlo Alban       | – Dwayne (Birdman)               |
| Kristen Wiig      | – Maggie Mayhem                  |
| Jimmy Fallon      | – "Hot Tub" Johnny Rocket        |
| Zoë Bell          | – Bloody Holly                   |
| Drew Barrymore    | – Smashley Simpson               |
| Eve               | – Rosa Sparks                    |
| Andrew Wilson     | – Razor                          |
| Juliette Lewis    | – Iron Maven                     |
| Ari Graynor       | – Eva Destruction                |
| Har Mar Superstar | – Flight Attendants tränare      |
| Rachel Bockheim   | – Jackie Daniels                 |

## Om filmen
Filmen är baserad på boken Derby Girl av Shauna Cross. Den premiärvisades den 13 september 2009 på Toronto Film Festival och hade biopremiär för en bred publik i USA den 2 oktober 2009. I Sverige visades filmen inte på bio, utan släpptes direkt på DVD den 5 maj 2010.